# سيدي علي بوجنون
بناصا وتُعرف حاليًا بسيدي علي بوجنون هي مدينة رومانية تقع في شمال المغرب. كانت واحدة من المستعمرات الثلاثة في مُوريطنية الطنجية التي أسسها الإمبراطور أغسطس بين عامي 33 و25 قبل الميلاد لقدامى المحاربين في معركة أكتيوم.

## التاريخ
تقع بناصا في الضفة الجنوبية لنهر سبو في الموقع المعروف الآن باسم سيدي علي بوجنون. مع بداية حكم الإمبراطور مارك أوريل سنة 162 ميلادية، تغير اسم بناصا وأصبحت تدعى كولونيا أوريليا وظلت مركزًا حضريا هامًا إلى غاية 285 ميلادية حين تراجع الحكم الروماني إلى شمال واد ليكسوس.
كشفت الحفريات الأثرية عن جزء كبير من العمارة الرومانية القديمة بحيث يُوجد ميدان به بازيليكا وهضبة كابيتولين والحمامات، بالإضافة إلى آثار فخارية وشوارع بنمط منتظم. يعود تاريخ العديد من المباني إلى أوائل القرن الثالث الميلادي. زينت المباني بفسيفساء جميلة ويتواجد مُعظمها الآن في المتحف الأثري بالرباط.
يُمكن رؤية الأشياء التي عُثر عليها في بناصا في مُتحف الآثار بالرباط.

## معرض الصور

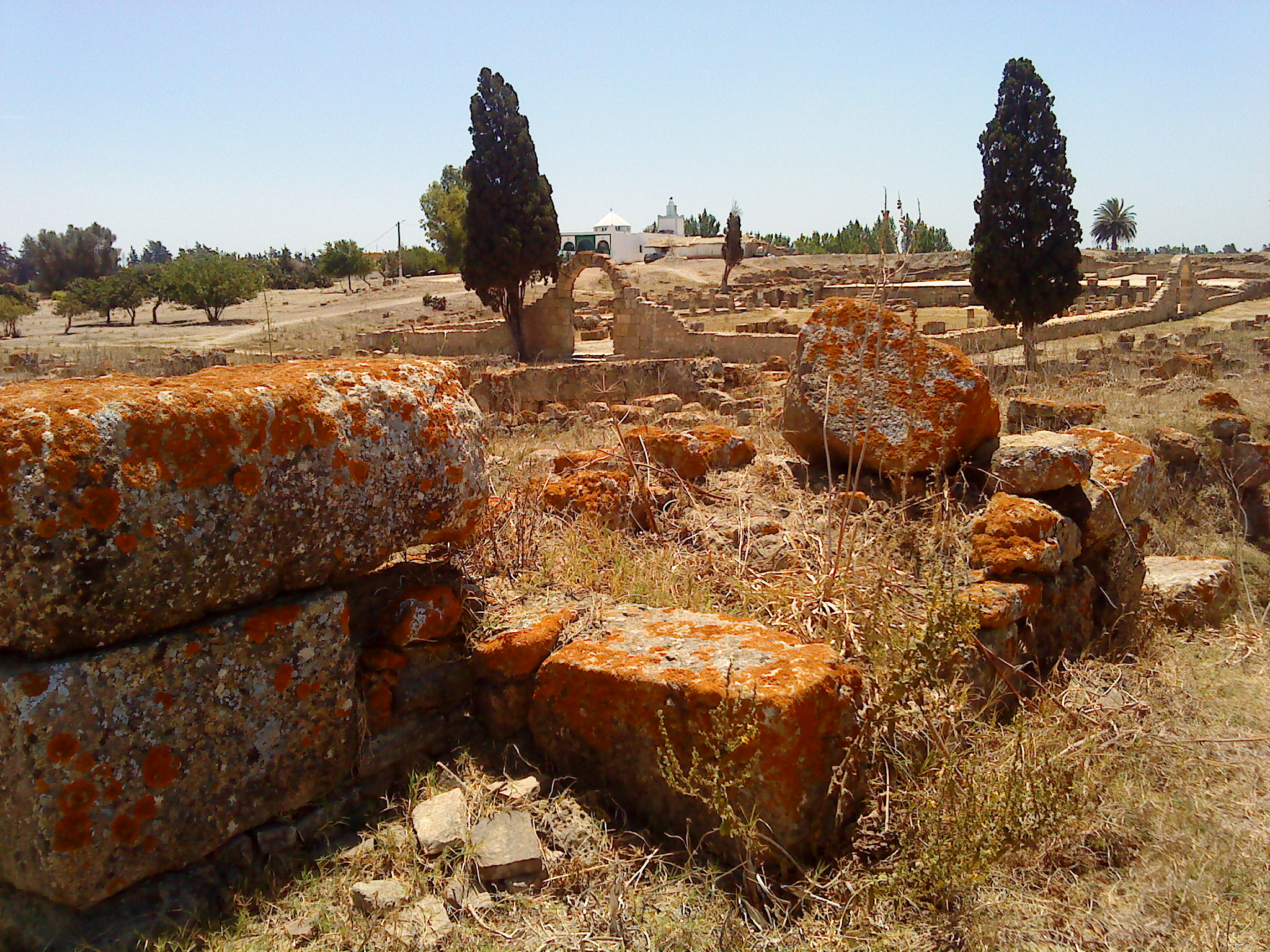
بناصا
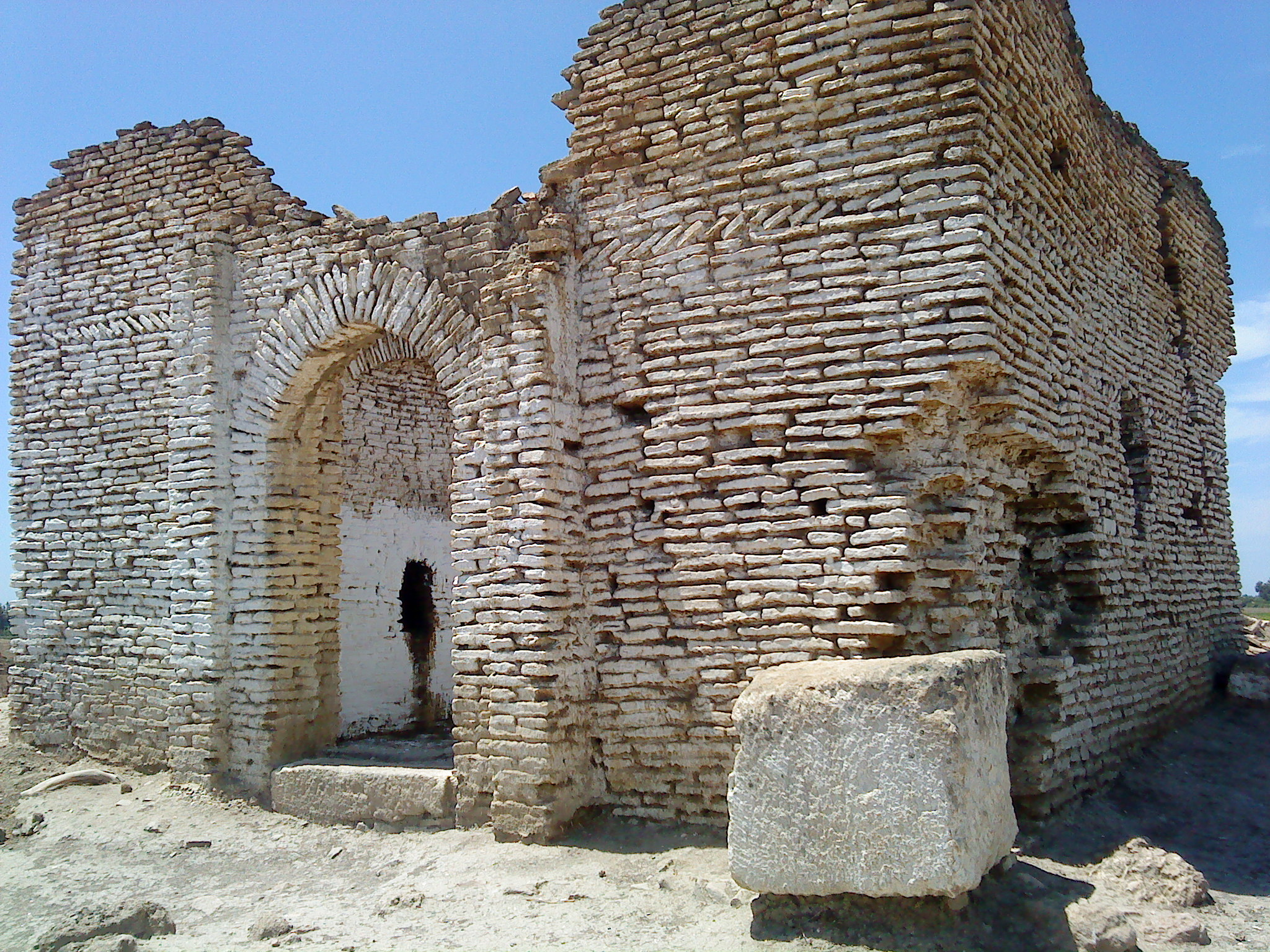
مولاي حمد
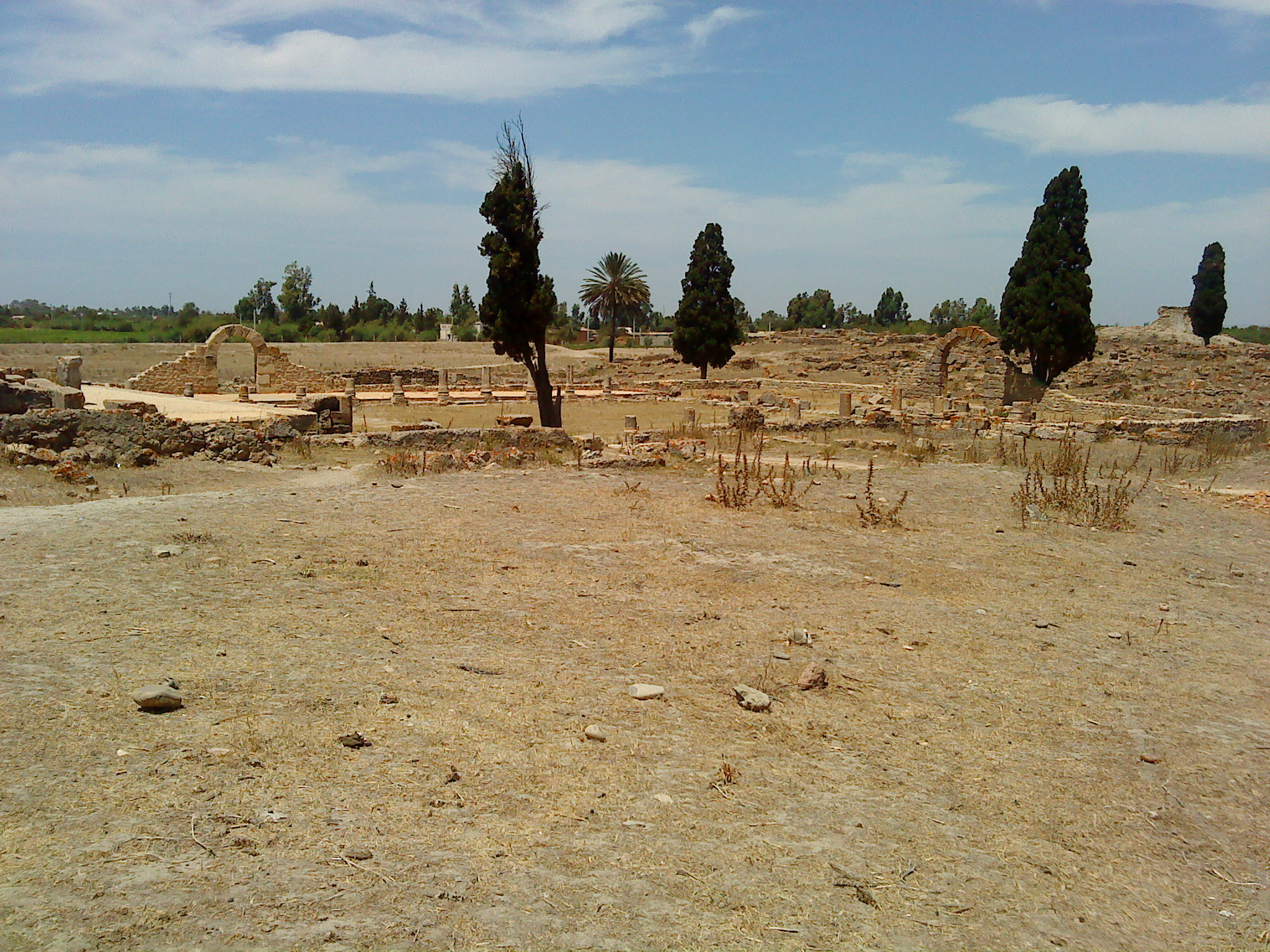
وسط بناصا
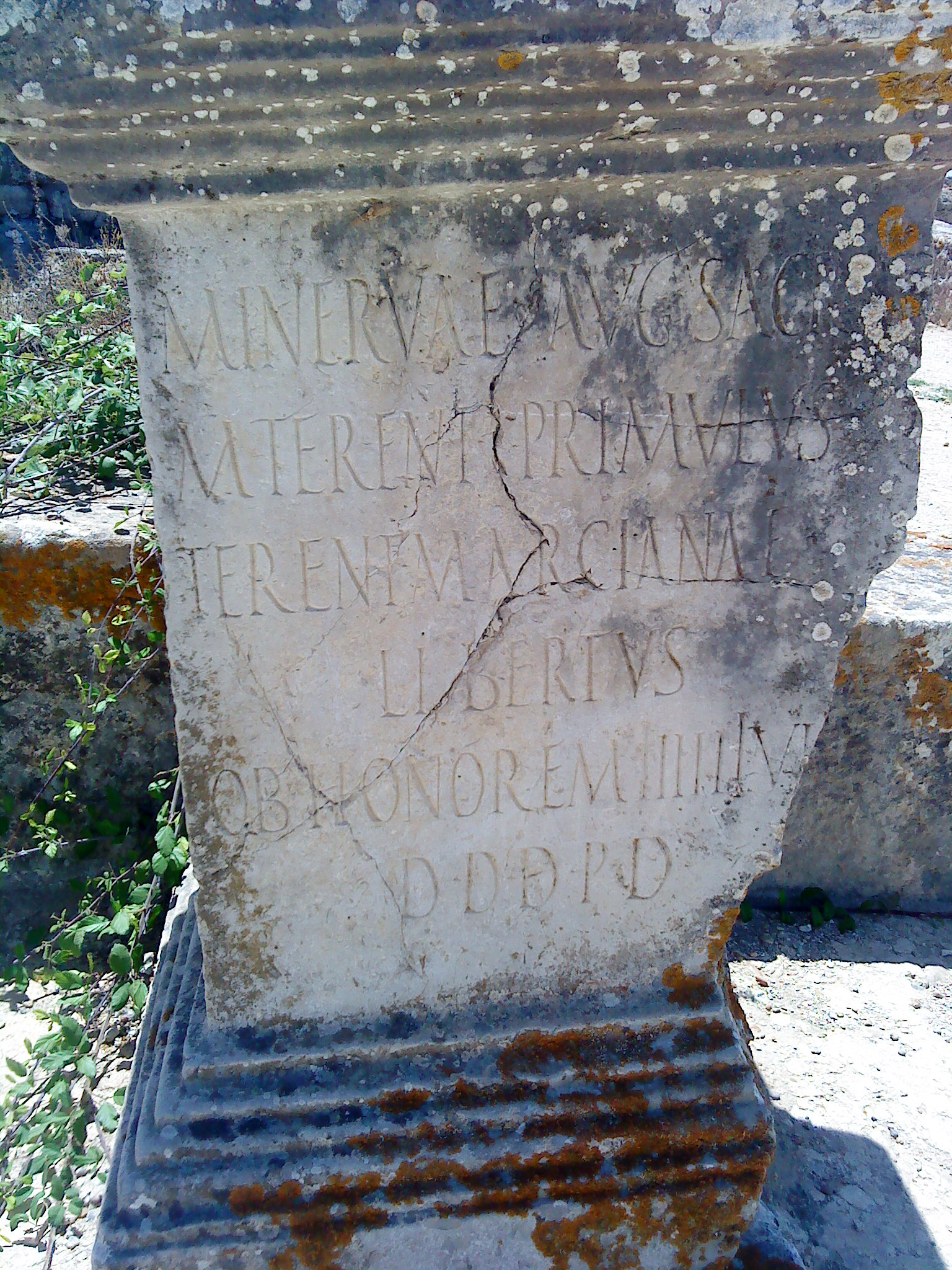
حجر مكتوب باللغة الرومانية
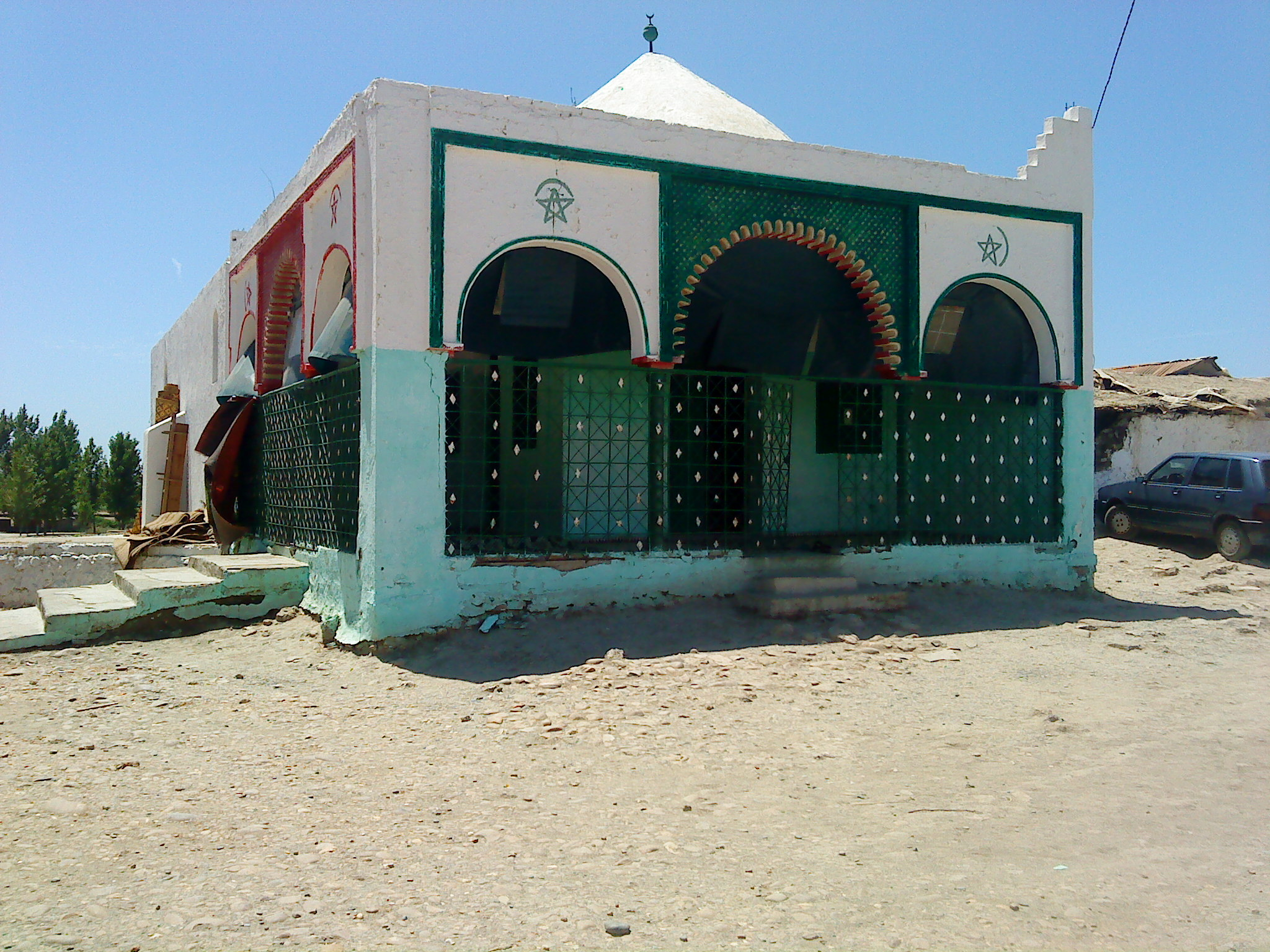
ضريح سيدي علي بوجنون